# آرجی-۵۹
1. غلاف پلاستیکی بیرونی
2. سپر بافته مسی
3. عایق دی‌الکتریک داخلی
4. هسته مسی (گاهی هسته مفتولی)

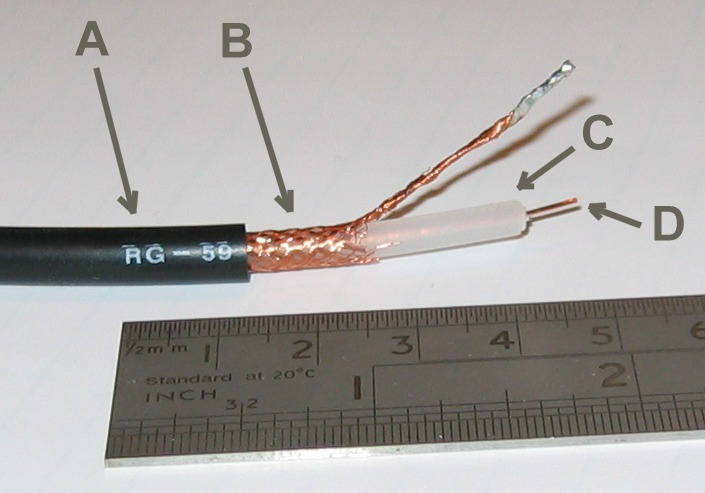
بخشی از کابل آرجی-۵۹ که انتهای آن لخت‌شده است.

آرجی-۵۹/یو (به انگلیسی: RG-59/U) نوع خاصی از کابل کواکسیال است که اغلب برای اتصالات ویدئویی کم‌توان و سیگنال RF استفاده می‌شود. این کابل دارای امپدانس مشخصه ۷۵ اهم و ظرفیت‌خازنی در حدود pF/ft ۲۰ (pF/m ۶۰) است. امپدانس ۷۵ اهم با آنتن دوقطبی در فضای آزاد تطبیق دارد. آرجی (برای راهنمای رادیویی radio guide) در اصل یک نشانگر واحد برای کابل فرکانس رادیویی حجیم (RF) در سیستم تعیین نوع الکترونیک مشترک ارتش ایالات متحده بود. پسوند /U به معنای استفاده عمومی است. شماره ۵۹ به ترتیب اختصاص داده شد. نشانگر واحد RG دیگر بخشی از سیستم JETDS (MIL-STD-196E) نیست و کابلی که امروزه با برچسب آرجی-۵۹ فروخته می‌شود لزوماً مشخصات نظامی را برآورده نمی‌کند.
آرجی-۵۹ اغلب در فرکانس‌های ویدئویی باندپایه، مانند ویدئوی مرکب استفاده می‌شود. همچنین ممکن است برای فرکانس‌های پخش مورد استفاده قرار گیرد، اما تلفات فرکانس بالا آنقدر زیاد است که امکان استفاده از آن در فواصل طولانی را فراهم نمی‌کند. در این کاربردها به جای آن از آرجی-۶ یا آرجی-۱۱ استفاده می‌شود. در مواردی که فاصله انتقال برای این رسانه‌ها خیلی طولانی است، می‌توان از گزینه‌هایی مانند یوتی‌پی (زوج به‌هم‌تابیده بی‌شیلد) یا فیبر نوری استفاده کرد.
کابل کواکسیال آرجی-۵۹ معمولاً با تجهیزات مصرف‌کننده مانند وی‌سی‌آر یا گیرنده‌های دیجیتال کابلی/ماهواره‌ای بسته‌بندی می‌شود. سازندگان تمایل دارند فقط کابل‌های آرجی-۵۹ را وارد کنند زیرا هزینه آن کمتر از آرجی-۶ است. با این حال، با توجه به طول‌های کوتاه ارائه شده (معمولاً ۴–۶ فوت یا ۱٫۲–۱٫۸ متر)، این به‌طور کلی برای استفاده معمولی آن کافی است.
آرجی-۵۹ اغلب برای همگام‌سازی دو دستگاه صوتی دیجیتال مانند دستگاه‌های نوری ای‌دی‌ای‌تی استفاده می‌شود. این کلاک‌واژه نامیده می‌شود.

## کتابشناسی - فهرست کتب
- Straw, Dean. The ARRL Handbook for Radio Communications 2006 (83rd ed.). Newington, CT: American Radio Relay League. ISBN 0-87259-949-3. OCLC 62026192.